# 11 Librae
11 Librae, som är stjärnans Flamsteed-beteckning, är en ensam stjärna belägen i den norra delen av stjärnbilden Vågen. Den har en genomsnittlig skenbar magnitud på ca 4,93 och är svagt synlig för blotta ögat där ljusföroreningar ej förekommer. Baserat på parallaxmätning inom Hipparcosuppdraget på ca 14,9 mas, beräknas den befinna sig på ett avstånd på ca 219 ljusår (ca 67 parsek) från solen. Den rör sig bort från solen med en heliocentrisk radialhastighet av ca 84 km/s.

## Egenskaper
11 Librae är en orange till röd jättestjärna i huvudserien av spektralklass K0 III-IV, vilket anger att den i dess spektrum har drag av både jätte och underjätte. Den är, enligt Alves (2000) och Afşar et al. (2012), en röd klumpjätte, vilket tyder på att den befinner sig på den horisontella jättegrenen av Hertzsprung-Russell-diagrammet och genererar energi genom termonukleär fusion av helium i centrum. Den har en massa som är ca 1,1 solmassor, en radie som är ca 10 solradier och utsänder ca 59 gånger mera energi än solen från dess fotosfär vid en effektiv temperatur av ca 4 700 K.
11 Librae är en eruptiv variabel av RS Canum Venaticorum-typ, som varierar mellan visuell magnitud +4,91 och 4,95 med en period av 60,55 dygn.